# 竹井嗣人
竹井 嗣人（たけい ひでと、1962年7月  - ）は、日本の内閣府官僚。内閣府沖縄総合事務局次長、迎賓館次長、日本学術会議事務局次長などを歴任した。

## 人物・経歴
広島県出身。1983年東京大学法学部卒業、総理府入府。2005年総務省統計研修所次長。2006年総務省公害等調整委員会事務局総務課長。2008年総務省大臣官房政策評価広報課長。
2009年内閣府政策統括官（共生社会政策担当）付参事官 （総合調整第2担当）兼同 （食育推進担当）。2011年内閣官房内閣参事官（内閣官房副長官補佐）、内閣官房社会的包摂推進室参事官、内閣府大臣官房参事官（企画調整課及び公文書管理課）。同年内閣府沖縄総合事務局次長。
2014年迎賓館次長。2015年内閣府大臣官房迎賓館運営の在り方検討室次長。2016年内閣府日本学術会議事務局次長。2017年沖縄振興開発金融公庫理事。2019年同退任、賞勲局総務課栄典制度調査研究官。2021年退官。趣味は登山、水泳、読書。